# Celia Andreu-Sánchez
Celia Andreu-Sánchez (Castelló de la Plana, Plana Alta, 1983) és una científica, investigadora i professora universitària valenciana.
Doctora en Comunicació per la Universidad Rey Juan Carlos el 2008, amb la tesi "La intertextualidad en el texto cinematográfico", i màster en Neurociència per la Universitat Autònoma de Barcelona, Celia Andreu-Sánchez és cofundadora i investigadora principal de 'Neuro-Com Research Group', al departament de Comunicació Audiovisual i Publicitat de la UAB, dedicat a investigar els processos comunicatius des d'una aproximació neurocientífica. També és investigadora de la División de Neurociencias de la Universitat Pablo de Olavide, a Sevilla. Andreu-Sánchez exerceix com a docent a la UAB des de l'any 2009 i, actualment, és professora titular del departament de Comunicació Audiovisual i Publicitat d'aquesta mateixa universitat. També ha impartit docència a la Universitat de Girona i a la Universitat de Vic. Com a investigadora en el camp de la neurociència, les seves línies principals de recerca són la percepció de continguts audiovisuals, la interactivitat cervell-màquina i la neurocinemàtica.
Un dels seus darrers estudis, realitzat en col·laboració amb el també científic Miguel Ángel Martín-Pascual, publicat l'any 2021 a través de PLOS One a la revista Nature, mostra com l'ús d'il·lustracions a color i en 3D del SARS-CoV-2 als mitjans han afavorit la percepció del virus com a bell, poc realista i poc contagiós, mentre que les imatges que són enteses com a més didàctiques provoquen més por entre els espectadors. Així, han conclòs que la bellesa de les imatges del coronavirus es troba més en il·lustracions a color i en 3D, que són precisament el tipus d'imatges que més s'ha distribuït per informar sobre el SARS-CoV-2, encara que les imatges reals del coronavirus són fotografies en blanc i negre i en dues dimensions. L'estudi planteja el paper dels mitjans de comunicació en distribuir imatges que embelleixen el coronavirus per informar de la pandèmia, i també la correlació negativa entre la bellesa detectada i el nivell didàctic de les imatges del coronavirus.